# Tranqueira
Tranqueira é um bairro do município paranaense de Almirante Tamandaré, distante a 10 km do centro da cidade e com uma população estimada de 15.000 pessoas (2012).
O bairro todo esta sob o Aquífero Karst sendo cortado ao meio pela Rodovia dos Minérios.

## História
Região habitada desde meados do século XIX, era uma das paradas para descanso dos tropeiros que vinham do Vale do Ribeira rumo a Curitiba. Em seus primórdios, era conhecida como "Freguesia de Pacatuba" e passou depois a se chamar de "Vila Conceição do Cercado" e por fim, com o nome de "Tranqueira" desde a década de 1890. A localidade era um distrito de Almirante Tamandaré e após a segunda matade do século XX se tornou um dos bairros da cidade.
Sua denominação atual é uma alusão as trancas dos cercados para os animais dos tropeiros e/ou seus pertences (Cangalha), pois, logo após acomodada a "tropa" (mulas, cangalha - também denominada tranqueras ou tralhas - e suas cargas), sempre havia uma gritaria para se certificarem do ato: “fechou a tranqueira?”.